# 훈허

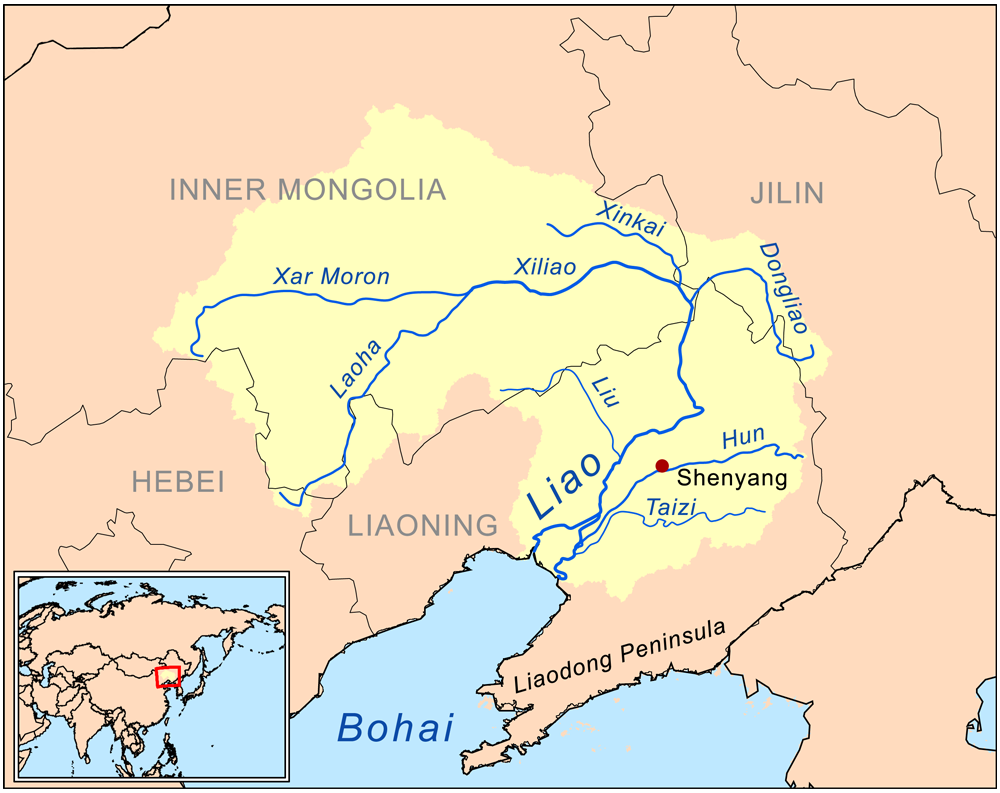
훈허의 위치

훈허(渾河, 혼하, 표준어: 훈허강)는 중국 랴오닝성의 강으로 랴오허(遼河)의 지류 중 하나이다. 훈허는 예전에는 선수이(瀋水, 심수, 표준어: 선수이강)로 불리기도 했다. 만주어로는 후너허 비라(만주어: ᡥᡠᠨᡝᡥᡝ
ᠪᡞᠷᠠ, hunehe bira)라고 하였다.
랴오닝 성과 지린성의 경계에서 발원해 남서쪽으로 랴오닝 성을 가로질러 랴오둥만으로 빠져나간다. 훈허 유역에 위치한 주요 도시로는 랴오닝성의 성도인 선양(瀋陽)과 푸순(撫順)이 있다. 이전에는 랴오허에 합류했었지만 공사에 의해 독립한 수계가 되었다.